# Hamballe

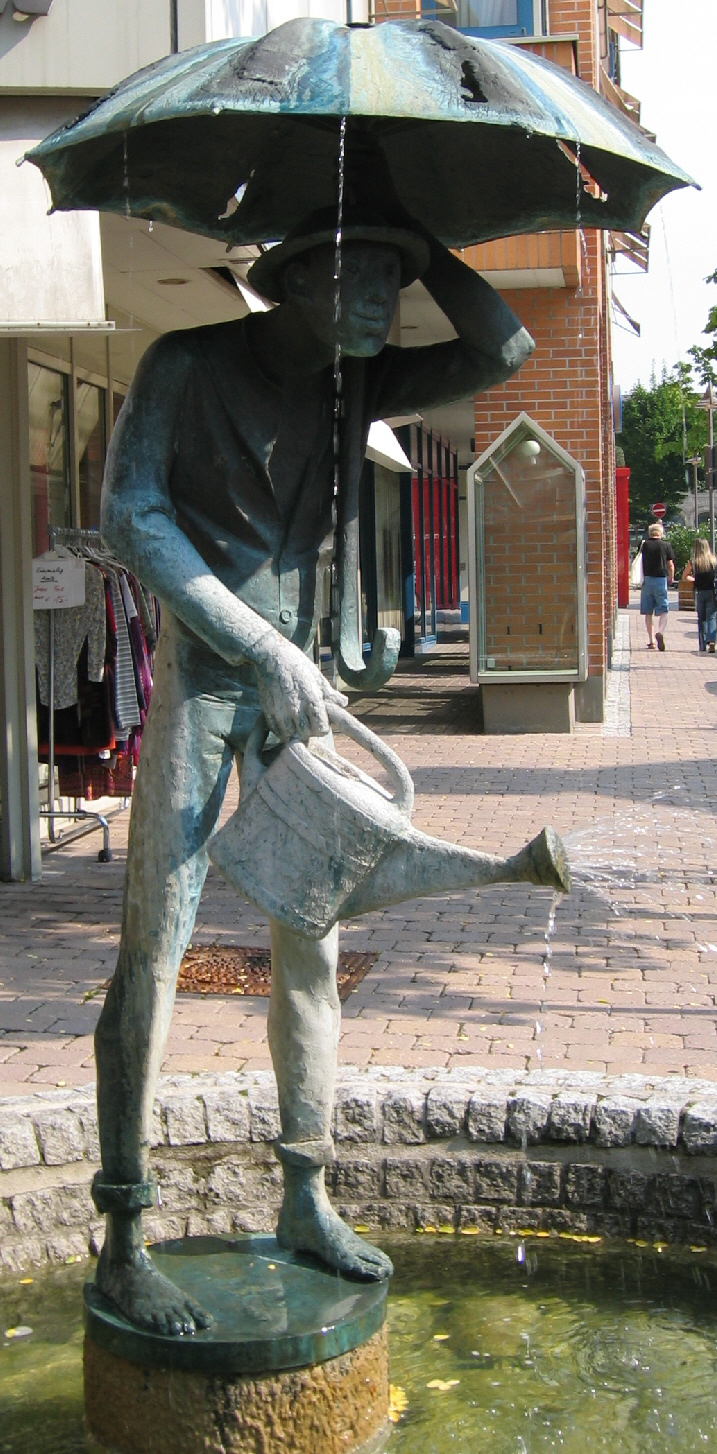
Hamballebrunnen in Öhringen

Hamballe ist in Hohenlohe die Bezeichnung für einen zwar liebenswerten, aber doch törichten Menschen. Die Betonung in der Aussprache liegt auf der ersten Silbe (wie in Hampelmann). Der Begriff Hamballe (auch: Hamballi) findet sich ebenfalls in manchen schwäbischen Mundart-Wörterbüchern.
Hamballe war der Titel einer Faschingszeitung in Öhringen. Diese Zeitung wurde bereits seit 1903 von der TSG Öhringen (ehemals Männerturnverein) herausgegeben, seit 1907 trug sie den Namen Hamballe. Während der Corona-Pandemie wurde sie aufgegeben und offenbar wegen des fortgeschrittenen Alters der Redaktion seitdem nicht wieder aufleben lassen.
1987 wurde dem Hamballe in Öhringen ein Denkmal gesetzt. Das Denkmal zeigt, wie er sich mit einem Schirm vor Regen schützt und gleichzeitig mit einer Kanne die Blumen gießt. (Aufschrift: „Urtyp hochgeistiger Einfalt...“)
Gelegentlich wurde in Öhringen eine humorvolle Persönlichkeit mit dem „Silbernen Hamballe“ ausgezeichnet. Ausspruch eines silbernen Hamballes: „Die Öhringer Bürger sind sehr vornehm, denn sie nehmen am Sonntag in der Kirche den anderen Leuten nicht die Sitzplätze weg.“
Umgangssprachlich ist jeder ein Hamballe, der in Öhringen geboren ist.